# Bulsatcom
Bulsatcom är bulgarisk satellit-tv, internet- och mobiloperatör, grundad år 2000 som den första DVB-C-operatören i landet. Företaget drivs från Sofia och Stara Zagora. Sedan 2009 har den kommit in på tjänstemarknaden för internet och sedan 2015 tillhandahåller företaget också 4G LTE mobila datatjänster. Företaget är för närvarande det största i termen av antalet betal-TV-abonnenter i Bulgarien och har i slutet av 2015 IPTV-tjänster till sin produktportfölj.